# Lowe-Nunatakker
Die Lowe-Nunatakker sind eine Gruppe von Nunatakkern im Zentrum der Thurston-Insel vor der Eights-Küste des westantarktischen Ellsworthlands. In den Walker Mountains ragen sie 2,5 km südöstlich des Mount Borgeson auf.
Das Advisory Committee on Antarctic Names benannte sie im Jahr 2003 nach W. L. Lowe, der im Rahmen der von der United States Navy durchgeführten Operation Highjump (1946–1947) an der Erstellung von Luftaufnahmen von der Thurston-Insel und der benachbarten Festlandküste beteiligt war.